# Невідома (фільм)
«Невідома» (фр. La Fille inconnue) — бельгійський драматичний фільм, знятий братами Дарденн. Світова прем’єра стрічки відбулась 18 травня 2016 року на Каннському кінофестивалі, а в Україні — 24 листопада 2016 року. 

## Сюжет
Фільм розповідає про жінку-лікаря на ім’я Женні, яка, паралельно зі звичною роботою із пацієнтами, намагається дізнатися обставини смерті невідомої дівчини, що загинула неподалік. Женні відчуває провину, бо, як виявилося, перед загибеллю, щоб сховатися від переслідувача, дівчина намагалася зайти до поліклініки, але, саме за наполяганням Женні, двері незнайомці тоді не відкрили, адже час прийому пацієнтів уже завершився. 

## У ролях
- Адель Енель — Женні
- Олів'є Гурме
- Фабріціо Ронджоне
- Тома Доре
- Крістель Корніл

## Виробництво
Зйомки фільму почались у жовтні 2015 року і закінчились 22 грудня того ж року.

## Нагороди та номінації
| Список нагород та номінацій | Список нагород та номінацій | Список нагород та номінацій     | Список нагород та номінацій | Список нагород та номінацій | Список нагород та номінацій |
| Кінопремія                  | Дата церемонії              | Категорія                       | Номінант(и)                 | Результат                   | Дж                          |
| --------------------------- | --------------------------- | ------------------------------- | --------------------------- | --------------------------- | --------------------------- |
| Каннський кінофестиваль     | 22 травня 2016              | «Золота пальмова гілка»         | «Невідома»                  | Номінація                   |                             |
| Премія «Люм'єр»             | 30 січня 2017               | Найкращий франкомовний фільм    | «Невідома»                  | Номінація                   | [ 3 ]                       |
| Премія «Сезар»              | 24 лютого 2017              | Найкращий фільм іноземною мовою | «Невідома»                  | Номінація                   | [ 4 ]                       |